# ФК „Ахмат“
Републикански футболен клуб „Ахмат“ (на чеченски: Республикин футболан клуб «Ахьмад»; на руски: Республиканский футбольный клуб «Ахмат») е руски футболен клуб. Основан е през 1946 година и представлява град Грозни, столицата на Чеченската република. Носи името на първия президент на Чечения Ахмат Кадиров.

## История
Предишните названия на отбора са „Динамо“ (от 1946 до 1948), „Нефтяник“ (от 1948 до 1958) и „Терек“ (1958 – 2017). В началото на 90-те години на XX век е изключен от първенството и престава да съществува през 1995.
Клубът е възстановен през 2001 година. Заради неспокойната обстановка в Грозни, мачовете от вътрешното първенство се играят на стадиона в Пятигорск, а тези с европейските отбори – в Москва. Ръководството е базирано в Кисловодск.
През 2004 година „Терек“ става първият отбор от 1 дивизия, който е носител на купата на Русия, побеждавайки на финала „Криля Советов“ (Самара) с 1:0. През 2007 година отборът се класира на второ място в руската Първа дивизия и получава право на участие в Премиер лигата.
На няколко пъти „Терек“ се класира и играе сравнително успешно в първенството за Купата на УЕФА.
От 2017 г. клубът носи името „Ахмат“.

## Предишни имена
| Години      | Име        |
| ----------- | ---------- |
| 1946 – 1948 | „Динамо“   |
| 1948 – 1958 | „Нефтяник“ |
| 1958 – 2017 | „Терек“    |
| 2017 –      | „Ахмат“    |

## Успехи
СССР

### Национални
Руска Премиер Лига
- 5-о място (1): 2016/17

Първа дивизия
- Шампион (1): 2004

Втора дивизия (Зона Юг)
- Шампион (1): 2002

 Купа на Русия
- Носител (1): 2003/04

 Суперкупа на Русия
- Финалист (1): 2005

### Неофициални
Купа на основаването на Турската Република
- Носител (1): 2012[2]
- Купа на ПФЛ:
  -  Носител (1):

## Срещи с български отбори

### „Лудогорец“
С „Лудогорец“ се е срещал три пъти в контролни мачове. Първият е на 2 юли 2017 г. в австрийския град Кирхбихъл като резултатът е 2 – 0 за „Лудогорец“. Вторият е на 26 юни 2018 г. в австрийския град Йенбах като резултатът е 3 – 1 за „Лудогорец“. Третият е на 1 февруари 2019 г. в турския курорт Белек като резултатът е 4 – 3 за „Лудогорец“.

## Играчи
| №             | Играч   | Играч             |         |         |
| Вратари       | Вратари | Вратари           | Вратари | Вратари |
| ------------- | ------- | ----------------- | ------- | ------- |
| 1             |         | Ярослав Гюдзор    |         |         |
| 16            |         | Евгени Городов    |         |         |
| 30            |         | Виталий Гудиев    |         |         |
| Защитници     |         |                   |         |         |
| 4             |         | Йохани Ояла       |         |         |
| 13            |         | Фьодор Кудряшов   |         |         |
| 15            |         | Андрей Семьонов   |         |         |
| 5             |         | Антонио Ферейра   |         |         |
| 24            |         | Марчин Коморовски |         |         |
| 40            |         | Ризван Уциев      |         |         |
| 90            |         | Мурад Тагилов     |         |         |
| Полузащитници |         |                   |         |         |
| 8             |         | Маурисио          |         |         |
| 6             |         | Адилсон Варкен    |         |         |
| 10            |         | Кану              |         |         |
| 14            |         | Исмаил Айсати     |         |         |
| 19            |         | Олег Иванов       |         |         |
| 21            |         | Далер Кузяйев     |         |         |
| 23            |         | Факундо Пирис     |         |         |
| 31            |         | Мачей Рибус       |         |         |
| 55            |         | Игор Лебеденко    |         |         |
| Нападатели    |         |                   |         |         |
| 7             |         | Халид Кадиров     |         |         |
| 9             |         | Аилтон            |         |         |
| 18            |         | Джереми Бокила    |         |         |
| 30            |         | Георге Грозав     |         |         |

## Български футболисти
- Илия Илиев: 2003 (30 мача - 3 гола)
- Иво Тренчев: 2004 (19 мача - 1 гол)
- Атанас Борносузов: 2007 (34 мача - 2 гола)
- Валентин Илиев: 2008/09 (47 мача - 5 гола)
- Благой Георгиев: 2009/12 (105 мача - 7 гола)
- Светослав Ковачев: 2023/24 -наем (24 мача - 3 гола), 2024/25 (10 мача - 0 гола)